# 212. stridsflygdivisionen
212. jaktflygdivisionen även känd som Dalton är en stridsflygdivision inom svenska flygvapnet som verkat i olika former sedan 1961. Divisionen är baserad på Kallax flygplats söder om Luleå.

## Historik
Urban Blå eller Dalton är 2. divisionen vid Norrbottens flygflottilj (F 21), eller 212. stridsflygdivisionen inom Flygvapnet. Divisionen bildades ursprungligen åren 1942–1943 vid Kalmar flygflottilj (F 12), och hade då anropssignalen Ludvig Röd. Ludvig Röd var 1. divisionen vid Kalmar flygflottilj (F 12), eller 121. jaktflygdivisionen inom Flygvapnet, och bildades som lätt bombdivision. Divisionen beväpnades med C-versionen av det svensktillverkade flygplanet Saab 17, som i Flygvapnet benämndes B 17. Divisionen omorganiserades 1947 till en jaktdivision, och beväpnades med J 21. År 1953 ersattes den av J 29A Tunnan. Hösten 1958 blev divisionen först vid Kalmar flygflottilj med att beväpnas med J 32B Lansen. 
I början av 1960-talet, överfördes divisionen tillsammans med ett baskompani till Norrbottens flygbaskår (F 21). Överlämningen av divisionen skedde officiellt den 1 oktober 1961, då flottiljchefen för F 12, överste Thomas Stålhandske lämnade över divisionen till chefen F 21, överste Bengt Bellander.
Vid F 21 blev divisionen flottiljens 2. division, med anropssignal Urban Blå, och kvarstod som jaktdivision. År 1969 tillfördes divisionen J 35D Draken, vilka flögs fram till 1985, då divisionen tillfördes JA 37 Viggen. År 2002 blev divisionen den första vid F 21 som beväpnades med JAS 39A Gripen. Vid tidigare ombeväpningar hade divisionen fått nytt flygplanssystem mellan tre och fyra år efter Urban Röd. Med det blev det första gången i flottiljens historia som jaktdivisionen Urban Blå tillfördes ett nytt och modernare flygsystem först. I samband med att divisionen beväpnades med JAS 39A omorganiserades divisionen till en stridsflygdivision. År 2006 ombeväpnades divisionen till JAS 39C. Den 1 oktober 2010 fick divisionen ”Dalton” som ny anropssignal. I början av juni 2011 firade Urban Blå 50 sitt år jubileum, där fem ursprungliga divisionsmedlemmar från F 12 i Kalmar närvarade vid jubileet.

## Materiel vid förbandet
| Jaktflygplan - 1961–1969: J 32B Lansen - 1969–1985: J 35D Draken - 1985–2003: JA 37 Viggen | Enhetsflygplan - 2002–2006: JAS 39A/B - 2006–idag: JAS 39C/D |

## Förbandschefer
Divisionschefer vid 212. stridsflygdivisionen (Dalton) sedan 1961.

- 1961–1965: Stefan Båld
- 1965–1968: Carl-Johan Rundberg
- 1968–1971: Per-Eric Ericsson
- 1971–1975: Per-Ove Andersson
- 1975–1981: Gunnar Johnson
- 1981–1982: Christer Leinehed
- 1983–1992: Tommy Grimståhl
- 1992–1993: Jan Andersson
- 1993–1997: Åke Carlsson
- 1997–1999: Anders Jansson
- 1999–2000: Mats Hakkarainen
- 2001–2001: Willy Forsberg
- 2002–2004: Mats Hakkarainen
- 2004–2006: Klas Pettersson
- 2006–2010: Carl-Johan Edström
- 2010–2014: Carl Fredrik Edström
- 2014–2018: Anders Gustafsson
- 2018–2021: Joakim Saviniemi
- 2021–20xx: Karl Sunder

## Anropssignal, beteckning och förläggningsort
| Urban Blå | 1961-10-01 | – | 2010-09-30 |
| Dalton    | 2010-10-01 | – |            |

| 212. jaktdivisionen   | 1961-10-01 | – | 2002 |
| 212. stridsdivisionen | 2002       | – |      |

| Kallax flygplats (F) | 1961-10-01 | – |  |

## Galleri

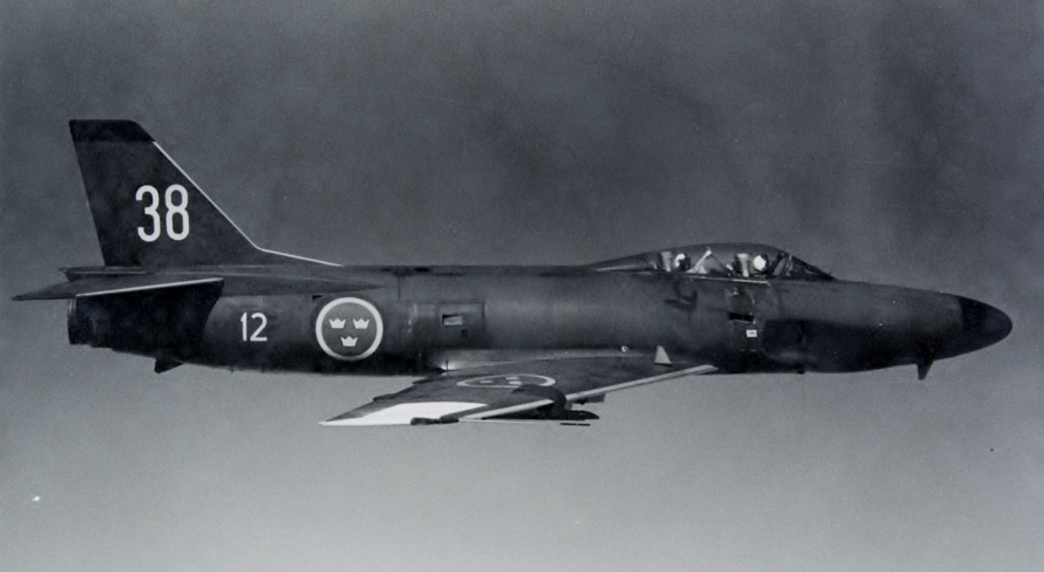
J 32 Lansen (1958–1969).
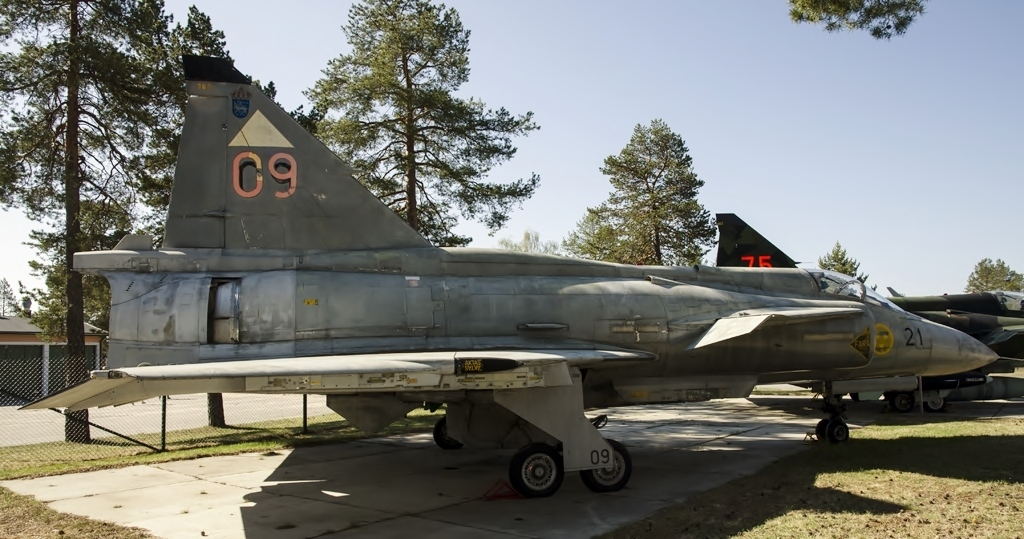
JA 37 Viggen (1983–2003).
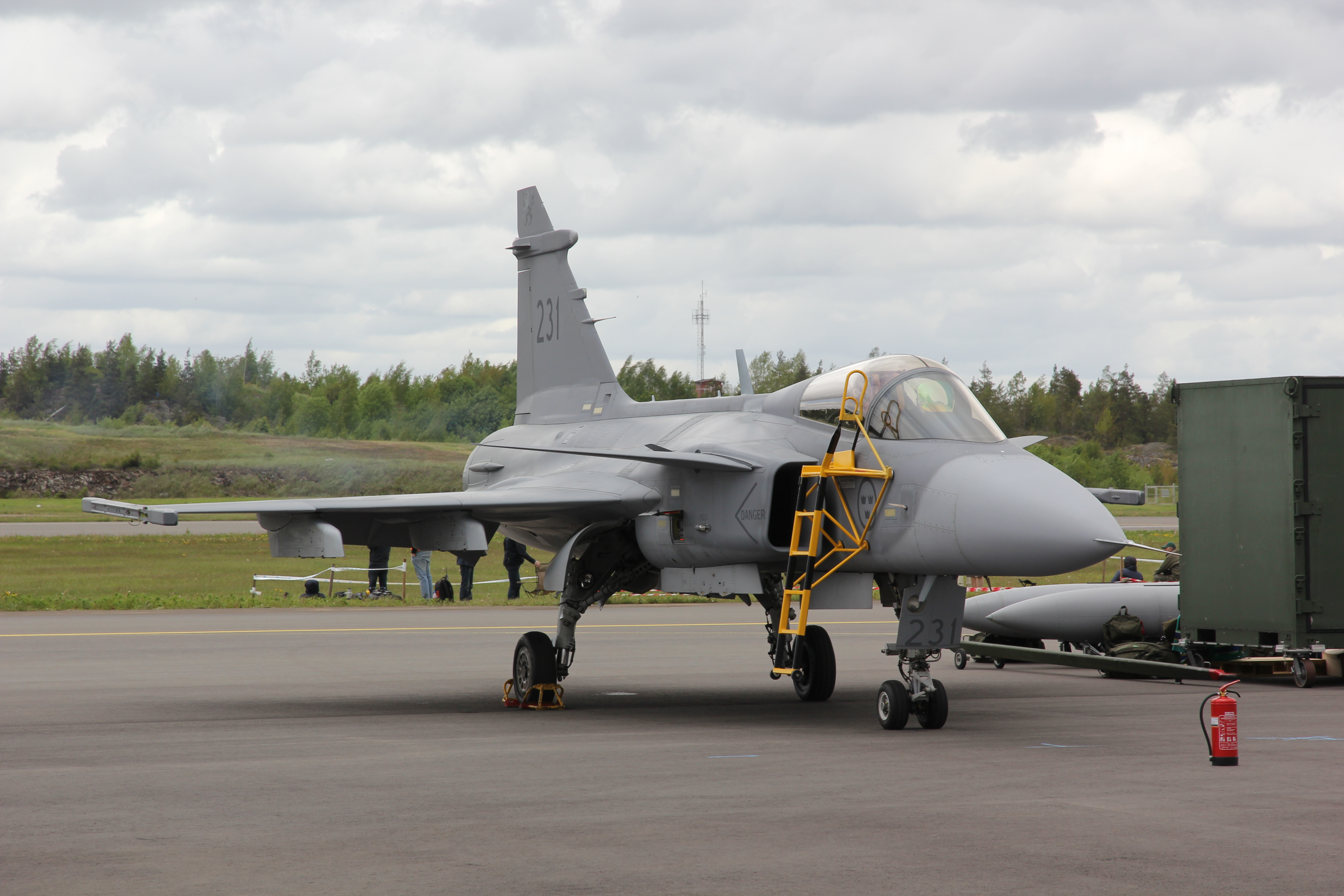
JAS 39 Gripen (2002–)